# (39336) Mariacapria
(39336) Mariacapria (2002 AA13) – planetoida z pasa głównego asteroid okrążająca Słońce w ciągu 5,57 lat w średniej odległości 3,14 j.a. Odkryta 11 stycznia 2002 roku.